# تشريعات مستودعات الحاويات في أستراليا

أظهر مسح عام 2012 تفضيلاً قويًا لإيداع الحاويات، لا سيما في أستراليا حيث يوجد مثل هذا المخطط بالفعل.

توجد تشريعات مستودعات الحاويات في أستراليا (CDL) في ولايتين أستراليا وهما جنوب أستراليا ووالإقليم الشمالي، وكانت تُستخدم في ولاية فيكتوريا ولكن تم إلغاؤها منذ ذلك الحين. وحتى الآن لم تكلل بالنجاح أي محاولة من محاولات إدخال تشريعات مماثلة في ولايات أخرى. وهناك تفضيل قوي لتشريعات مستودعات الحاويات في أستراليا وتم اقتراح خطة وطنية أيضًا. وقد تأثرت قيمة الودائع ونطاق تطبيقها بواسطة ضمان الدستور الفيدرالي الأسترالي للتجارة الحرة بين الولايات. وكانت الحالة المحددة في هذه القضية هي محاولة تقديم الفرق بين ودائع الزجاجات القابلة لإعادة الاستخدام وإعادة التدوير. ونقلت القضية إلى المحكمة العليا في أستراليا في الدعوى القضائية كاسلمين توهيز ضد جنوب أستراليا.

## تشريعات مستودعات الحاويات حسب الولاية

### جنوب أستراليا
تم سن تشريعات مستودعات الحاويات في جنوب أستراليا بموجب قانون حاويات المشروبات لعام 1975 (جنوب أستراليا) وتم تفعيلها في عام 1977. يحكم قانون حماية البيئة لعام 1993 (جنوب أستراليا) الآن مسألة تحصيل الودائع واستردادها.
وتبلغ قيمة الاسترداد 10 سنتات لكل علبة أو زجاجة (ارتفعت من خمسة سنت حتى 10 سنت في أواخر عام 2008). وتراوحت الودائع في سبعينيات القرن الماضي من 20 حتى 30 سنتًا لنصف الزجاجة و10 سنتات لكل 10 أوقيات و6.5 لنصف الزجاجة. تم تخفيض الودائع إلى 5 سنتات مع إدخال الزجاجات البلاستيكية والقابلة لإعادة الاستخدام (بما في ذلك العلب الألومنيوم). وظل هذا المبلغ دون تغيير لنحو ثلاثين عامًا.
تم توظيف ما يقارب 600 شخص في استرداد الزجاجات في جنوب أستراليا. وهناك مجموعات مثل الكشافة تعمل في ودائع إعادة تمويل الحاوية.. في حين أن هناك هواة جمع محترفين يقومون بجمعها على أساس مرتب من أماكن معينة (مثل الحانات والمطاعم)، وعادة مايستخدمون الشاحنات الصغيرة للعمل في هذه الوظيفة، وهناك أيضًا العديد من المهمشين اجتماعيًا يجمعون العلف من صناديق القمامة وغيرها من أجل التخلص من زجاجات الإيداع؛ غالبًا ما يسافر هواة الجمع هؤلاء بالدراجة، وأحيانًا يضاف عليها بعض التفصيل النسبي والتعديلات الابتكارية للسماح لهم بحمل الأحمال الضخمة من الزجاجات التي عثروا عليها.

### المنطقة الشمالية
أدخل الإقليم الشمالي نظام إيداع الحاوية مثل جنوب أستراليا في 3 يناير 2012. وتم الطعن على هذا النظام في المحكمة الفيدرالية وتوقف في 4 مارس 2013 

### فيكتوريا
ولاية فيكتوريا كان لديها مخطط التنفيذ، ولكن تم إلغاؤه. في عام 2009 أدخلت فيكتوريا جرينز مشروع قانون لمخطط ودائع بـ 10 سنتات وتم تمرير مشروع القانون هذا في مجلس الشيوخ ولكن الحكومة ألغت مشروع القانون في مجلس النواب، بدعوى أن الإلغاء جاء على أساس دستوري، برفض السماح لمناقشة مشروع القانون هذا. وعلى الرغم من دعم الحزب الأخضر لمشروع القانون هذا حينما كان في المعارضة، حيث أصبح الحزب الحاكم في وقت لاحق وقتها قرر التحالف عدم تأييد مخطط إعادة تمويل الزجاجات. وبدلاً من ذلك، قال التحالف أنه سيؤيد مخطط وطني إذا تم إنشاؤه.

## وصلات خارجية
- Container deposit legislation نسخة محفوظة 15 سبتمبر 2012 على موقع واي باك مشين. at EPA South Australia
- Recyclers of South Australia Inc